# Ungdommen raser
Ungdommen raser (originaltitel Wine of Youth) er en amerikansk stumfilm fra 1924 instrueret af King Vidor.

## Medvirkende
- Eleanor Boardman som Mary
- James W. Morrison as Clinton
- Johnnie Walker som William
- ZaSu Pitts som Lucy (scenes deleted)
- Niles Welch som Robert
- Creighton Hale som Richard
- Ben Lyon som Lynn
- William Haines som Hal
- William Collier, Jr. som Max